# Saamer Usmani
Saamer Usmani, född 21 oktober 1989, är en pakistansk skådespelare.
Usmani har bland annat medverkat i TV-serierna What/If och 3 Body Problem.

## Filmografi (i urval)
- 2019 – What/If (TV-serie)
- 2024 – 3 Body Problem (TV-serie)